# Omega (relógio)

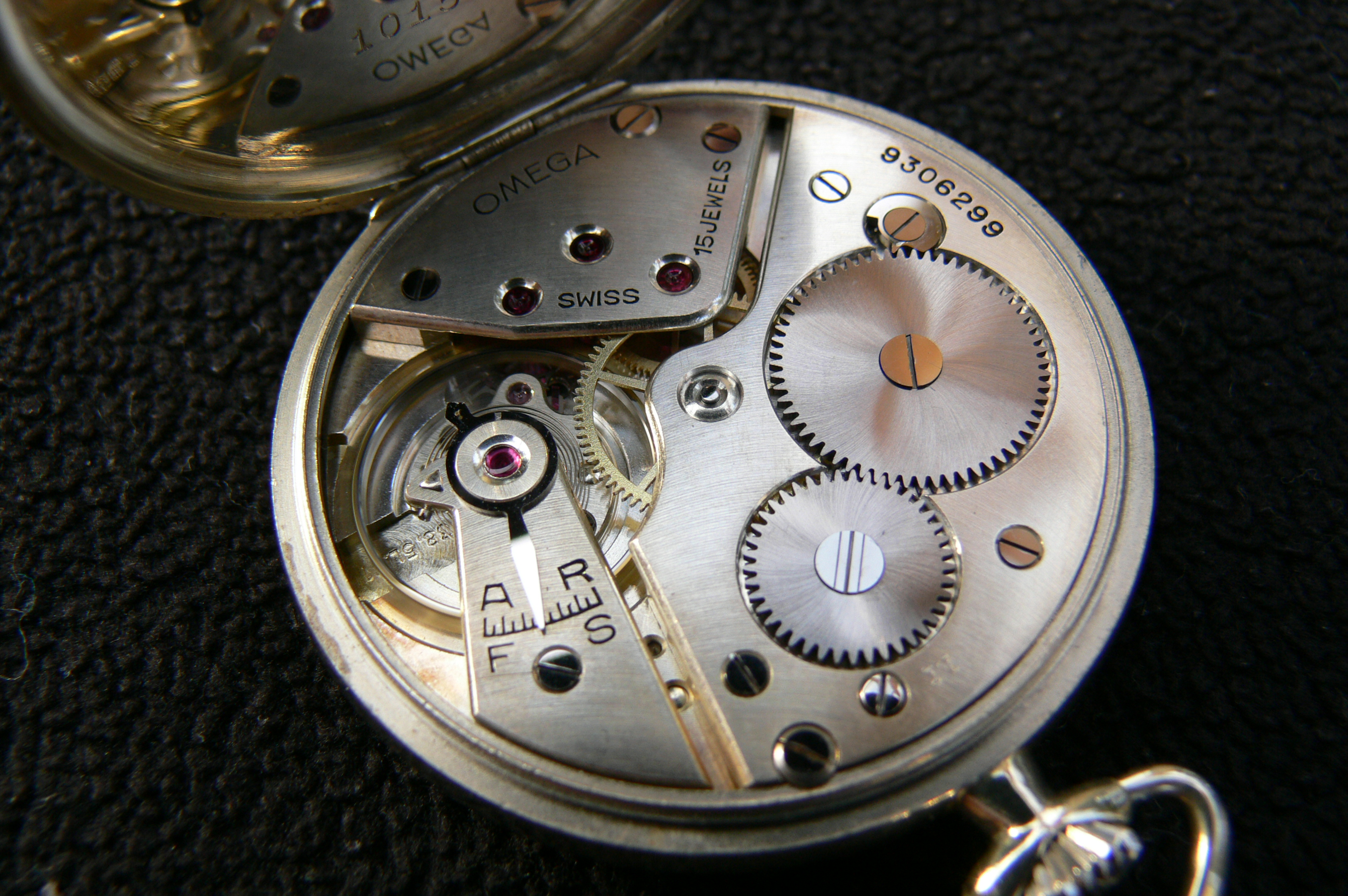
Relógio de calibre 38.5 Omega (1941).

Omega é uma empresa suíça de relógios manufaturados de luxo, fundada em 1848 por Louis Brandt, atualmente pertence ao Swatch Group (o maior fabricante de relógios do mundo) e possui sede em Bienne. 
Reconhecida por seu espírito pioneiro e inovador de fazer relógios, está envolvida com um mundo de conquistas: seu relógio Speedmaster (Moonwatch) foi o primeiro e único relógio usado na Lua. Sua credibilidade na contagem de tempo é tamanha que é a marca oficial dos cronômetros olímpicos nos Jogos Olímpicos desde 1932, e esteve presente também nos Jogos Olímpicos Rio 2016. Entre seus embaixadores estão James Bond, George Clooney, Nicole Kidman, Cindy Crawford e Eddie Redmayne.
Em 2015, implementou um inovador processo de certificação de relógios em parceria com o Swiss Federal Institute of Metrology (METAS), que além de medir o desempenho do relógio nas condições de utilização do dia-a-dia, garante o seu correto funcionamento quando exposto a fortes campos magnéticos até 15.000 gauss e dá às peças o título de Master Chronometer. Uma distinção que é, simultaneamente, uma afirmação da qualidade do movimento mecânico e do próprio relógio. 